# Château de Sully (Calvados)
Le château de Sully est un édifice situé sur le territoire de la commune de Sully, en France.

## Localisation
Le monument est situé dans le département français du Calvados, à 500 m au nord-est de l'église Notre-Dame-de-la-Nativité de Sully et à 600 m à l'est du manoir de Boissy, en bordure de la route de Port-en-Bessin.

## Historique
Propriété de M. de Sully, le château avait été acquis au XIXe siècle par Louis Guillot, ancien sous-préfet de Bayeux.
Il est aujourd'hui aménagé en hôtel de luxe.

## Architecture
Le colombier est inscrit au titre des Monuments historiques depuis le 23 juin 1933.